# Konstantin Alexejewitsch Salischtschew
Konstantin Alexejewitsch Salischtschew (russisch Константин Алексеевич Салищев; * 7. Novemberjul. / 20. November 1905greg. in Tula; † 25. August 1988 in Moskau) war ein russischer Kartograf. Er studierte an der Moskauer Hochschule für Vermessungswesen (später Moskauer Institut für Geodäsie, Aerophotogrammetrie und Kartographie (MIIGAiK)). 1926 und 1929 bis 1930 arbeitete Salischtschew als Landvermesser. Er nahm an Expeditionen nach Ostsibirien teil, bei denen vom Flugzeug aus geologisch kartiert wurde. Seit 1931 lehrte er an der Geographischen Fakultät der Leningrader Universität und verfasste das Lehrbuch „Kartowedenije“ (Kartenkunde, Moskau 1939). Ab dem Jahr 1946 arbeitete er im Redaktionskomitee des „Atlas mira“ (Weltatlas) mit. Von 1950 bis 1988 war Salischtschew Lehrstuhlinhaber für Kartographie an der Lomonossow-Universität in Moskau. Neben seinem Hauptwerk (Neubearbeitung 1948; deutsch Gotha 1967 Einführung in die Kartographie) schrieb er weitere Lehrbücher und publizierte zahlreiche wissenschaftliche Aufsätze in verschiedenen Sprachen. Mit ihm arbeitete Irina Pawlowna Saruzkaja zusammen.
Konstantin Salischtschew folgte eine Gruppe von Schülern nach, er gilt als Begründer des Kartographiestudiums.